# Partena Onafhankelijk Ziekenfonds

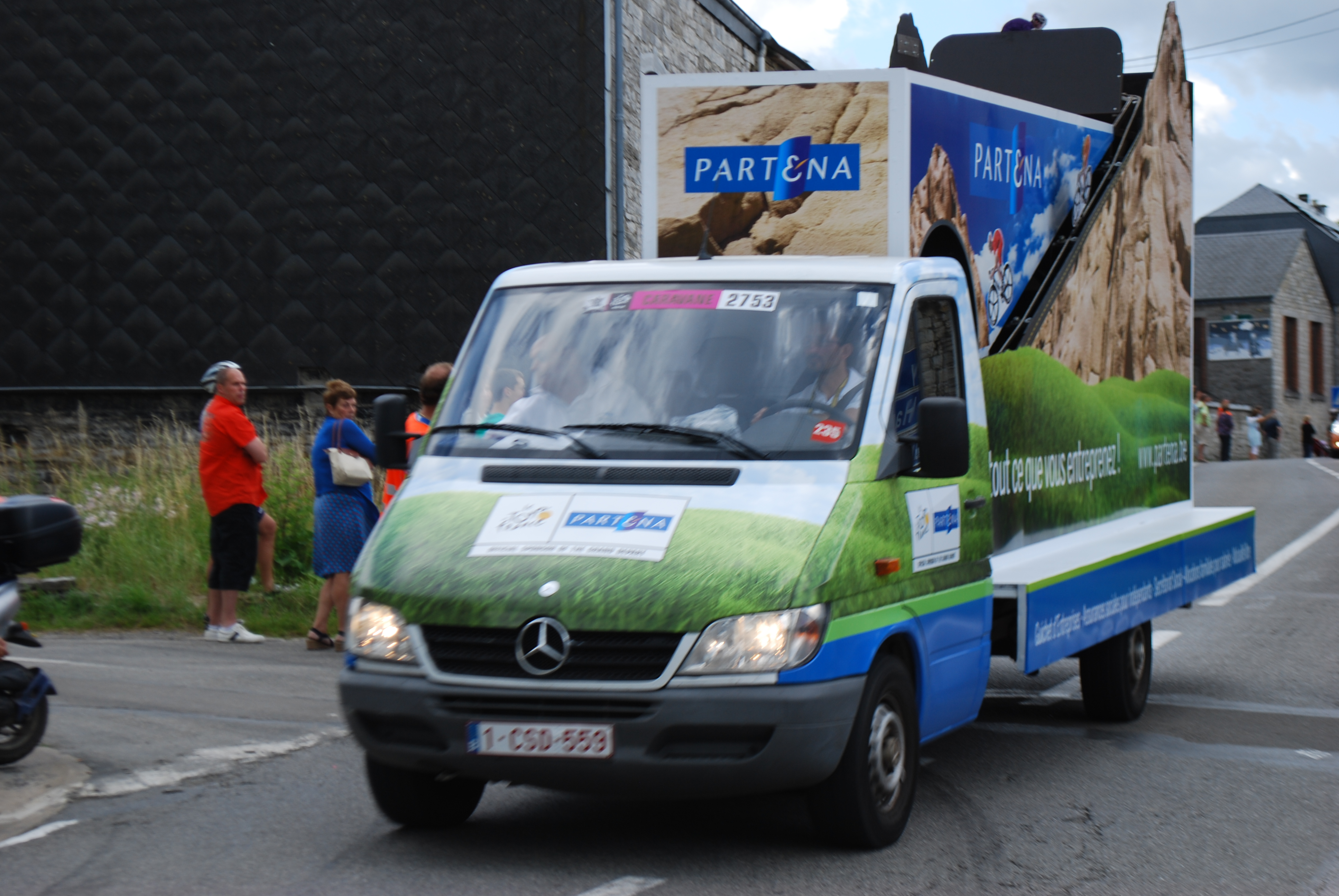
Partena Onafhankelijk Ziekenfonds tijdens de Ronde van Frankrijk 2012

Partena Onafhankelijk Ziekenfonds Vlaanderen of kortweg Partena was een Vlaamse mutualiteit met ziekenfondsnummer 526. Sinds 1 januari 2022 werden Partena en OZ501 samen Helan Onafhankelijk Ziekenfonds. Helan heeft zijn hoofdkantoren in Antwerpen en Gent en is actief in het hele Vlaamse en Nederlandstalig Brusselse gewest. Helan behoort tot de Landsbond van Onafhankelijke Ziekenfondsen, en is samen met zusterziekenfonds Partenamut (voor Wallonië en Franstalig Brussel) het grootste onafhankelijke ziekenfonds.
Naast het zorgen voor de terugbetaling van medische kosten en de uitbetaling van een vervangingsinkomen bij werkonbekwaamheid in het kader van de wettelijke Belgische sociale zekerheid, biedt Helan net zoals de andere Belgische ziekenfondsen ook aanvullende verzekeringen aan, zoals hospitalisatieverzekeringen, tandzorgverzekeringen en verzekeringen voor ambulante medische kosten.

## Geschiedenis
In 2014 ging het ziekenfonds Euromut (509) (met hoofdkantoor in Brussel) samen met Partena (526) en op 1 januari 2017 fuseren Securex (516), Partenamut (527) en Partena (526).
Op 1 januari 2022 werden OZ501 en Partena samen Helan..

## Kinderopvang en poetshulp
Partena Ziekenfonds biedt met "Partena Kinderopvang" en "Partena Hulp in huis" comfortdiensten aan. Partena Kinderopvang is een van de grootste spelers in Vlaanderen met 34 kinderdagverblijven en 90 onthaalouders. Partena Hulp in huis biedt onder meer poets- en strijkhulp met behulp van dienstencheques aan en ook gezinszorg en kraamzorg en heeft zo'n 2140 personeelsleden. 